# Apanteles helespas
Apanteles helespas är en stekelart som först beskrevs av Walker 1996.  Apanteles helespas ingår i släktet Apanteles och familjen bracksteklar. Inga underarter finns listade i Catalogue of Life.